# Georg Ludwig von Bar
Georg Ludwig von Bar (* 6. Januar 1701 in Hannover; † 6. August 1767 in Schloss Barenaue bei Osnabrück) war ein deutscher Domherr, Schriftsteller und Übersetzer.
Der Sohn des hannoverschen Geheimrats Heinrich Sigismund von Bar studierte Rechtswissenschaft in Utrecht, Heidelberg und Lunéville und wurde 1721 zum Domherrn des Mindener Domkapitels ernannt. Aufgrund eines Streits mit der preußischen Regierung um die Rechte des Domkapitels lebte er von 1729 bis 1744 in Osnabrück, dessen Bischof Clemens August ihn zum kurkölnischen Regierungsrat und Erblanddrosten des Stifts Osnabrück ernannte.
1744 ließ sich von Bar in Hamburg nieder und widmete sich ganz der Schriftstellerei, inspiriert durch freundschaftlichen Verkehr mit Barthold Heinrich Brockes, Friedrich von Hagedorn und Friedrich Gottlieb Klopstock. Zuvor war er bereits überregional bekannt geworden durch seine „Epîtres diverses sur des sujets diverses“, die er um 1740 in französischer Sprache verfasste und die Christian Gottlieb Lieberkühn ins Deutsche übersetzte. 
Johann Christoph Gottsched, der Übersetzer von Pierre Bayles Werken, erwähnte von Bar in seinen Anmerkungen:
Der witzige Verfasser der „Epîtres diverses“ hat alle Regniers, Boileaux, Rousseaux der Franzosen und ihre Satyren übertroffen und von den wichtigsten Materialien ein Juvenalisches Feuer gewiesen, da jene sich mehr mit Kleinigkeiten aufgehalten oder gegen einzelne Personen ihre Schmähsucht ausgelassen haben.

## Werke
- L’Anti-Hegesias. Dialogue en vers sur le suicide. 1762.
- Babiols littéraires et critiques en prose et en vers. 4 Bände. Bohn, Hamburg 1760/63.
- Consolations dans l’infortune. 1758.
- Poetische Werke. Voß, Berlin 1756 (darin die „Epîtres diverses sur des sujets diverses“).